# FLSmidth
Denne artikel er om firmaet. For personen se Frederik Læssøe Smidth.
FLSmidth & Co. A/S (NASDAQ OMX: FLS) er en dansk industrikoncern. Virksomhedens fokusområde er at levere maskineri, knowhow og service til cementindustrien:30, og den leverer desuden produkter og services til mineindustrien.

## Grundlæggelse og historie
Virksomheden blev grundlagt af Frederik Læssøe Smidth i 1882, der stiftede et "Teknisk Bureau" i moderens lejlighed i København. Frederik Smidth fik råd til at starte firmaet efter han havde vundet nogle få tusinde kroner i klasselotteriet. I 1887 blev medarbejderne Poul Larsen og Alexander Foss optaget som partnere og firmaet ændrede navn til  F.L. Smidth & Co.
Da Smidth døde, var det under kompagnonerne, Alexander Foss og efter 1920 Poul Larsens, ledelse, at virksomheden for alvor voksede. En af hovedårsagerne til FLSmidts succes var, at man fandt ud af, at mosejord fra Jylland kunne anvendes til at lave cement.
De tre stiftere havde aftalt, at virksomheden skulle tilfalde den længstlevende. Da virksomheden voksede til en stor koncern og Foss blev syg og kunne se, at han ville dø først anmodede han om en genforhandling af aftalen. Poul Larsen ville dog ikke gå med til en 50/50 fordeling og kompromisset blev, at Poul Larsens arvinger ville få 88% af firmaet, Foss' arvinger 10 %, og F. L. Smidths kun 2.
Arvingerne efter Poul Larsens 3 døtre, Poula Nissen, Johanne Arnstedt og Karen-Lis Kjær udgør stadig en væsentlig del af ejerkredsen. Sønnen Gunnar Larsen, der ledede virksomheden fra 1935 til 1945, og som var stærkt kritiseret for sin tyskvenlige holdning i sin tid som trafikminister i Regeringen Scavenius, solgte af den grund sine aktier til søstrene.
Virksomheden var i 1980'erne præget af stridigheder mellem efterkommere af arvingerne til de tre stiftere Frederik Læssøe Smidth, Alexander Foss og Poul Larsen. Først da arvingerne opgav kontrollen med virksomheden, kom der ro på.

## FLSmidth i dag
Administrerende direktør siden sommeren 2013 er Thomas Schultz.
Virksomheden driver bl.a. eternitproducenten Swisspearl Danmark A/S.

## Kritik
FLSmith ejede Eternitten i Aalborg.
Denne produktion formodes at have forårsaget 8.000 tilfælde af lungekræft.
Kilde:
https://www.dr.dk/lyd/special-radio/genstart/genstart-2024/genstart-lunger-af-sten-11802450433
FLSmith har ikke medvirket til at afbøde den katastrofe de har forårsaget ved offentlig støtte og vejledninger omkring fjernelse af asbest.
FLSmith har heller ikke oprettet en fond der støtter ofre eller skaber ændringer i påvirkning fra industri produkter.
FLSmidth har mødt kritik for sin rolle i Teghut-minen i Armenien. FLSmidth tegnede mineanlægget, leverede alt udstyr, førte tilsyn med opførelsen og har stadig en rådgivende funktion. Opførelsen og driften af minen har medført brud på menneskeret og ødelæggelse af miljø. Senere er det kommet frem, at FLSmidth ikke satte handling bag ordene om at ville bidrage til at løse problemerne – i strid med virksomhedens politik om social ansvarlighed.